# ヴィクトリア・カスピ

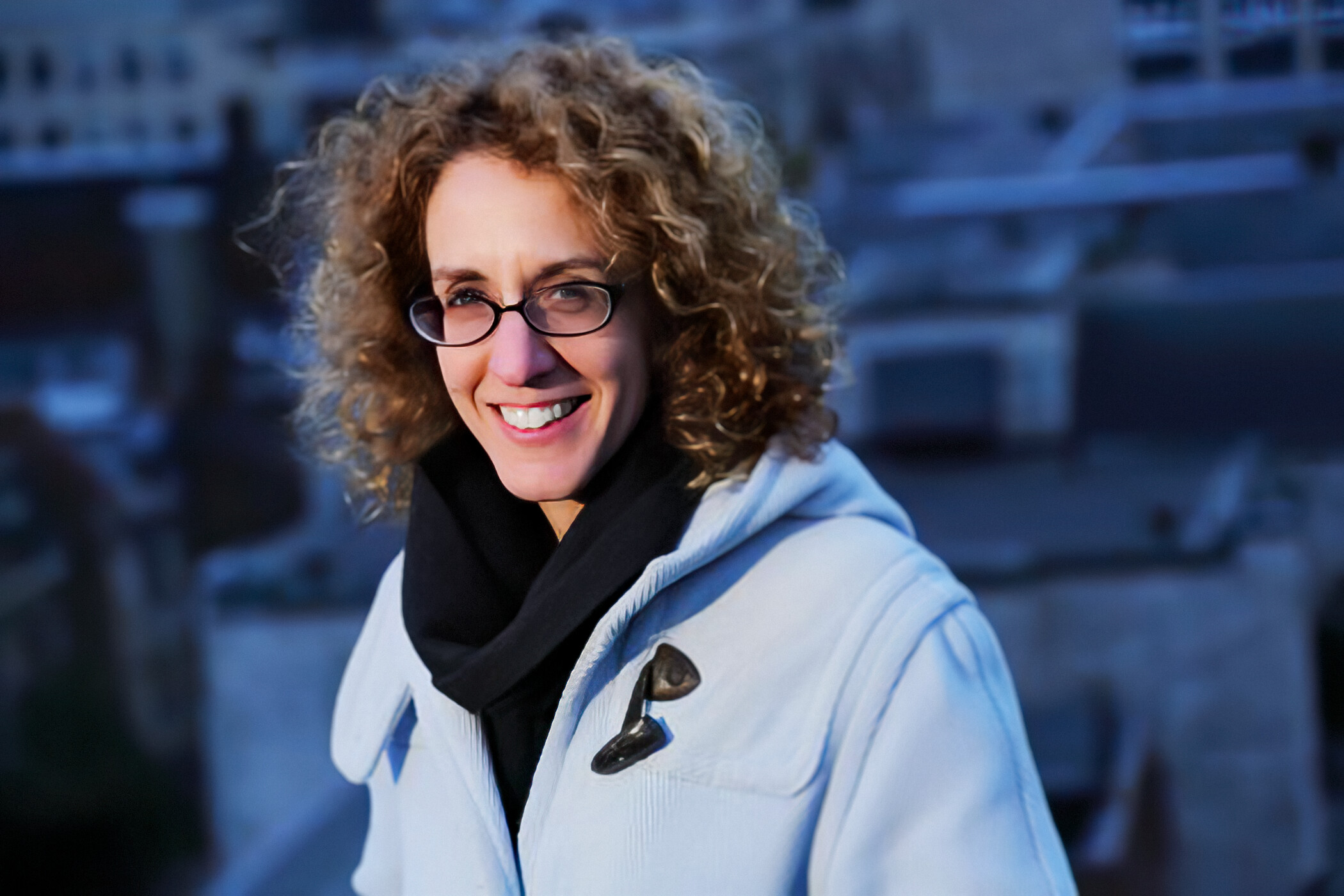
ヴィクトリア・カスピ（2021年）

ヴィクトリア・カスピ（Victoria Kaspi、1967年6月30日 - ）は、カナダの天文学者。マギル大学教授。

## 来歴
アメリカ合衆国オースティン出身。1989年にマギル大学を卒業後、1993年にプリンストン大学から物理学のPh.D.を取得した。指導教授はジョゼフ・テイラーであった。1994年から1996年までカリフォルニア工科大学のジェット推進研究所でポスドクを務めた後、1997年からマギル大学助教授、2006年に教授に就任した。

## 受賞歴
- 1998年 - アニー・J・キャノン賞
- 2016年 - ヘルツバーグメダル
- 2019年 - Nature's 10
- 2021年 - ベーカリアン・メダル、ショウ賞天文学部門
- 2022年 - アルベルト・アインシュタイン世界科学賞
- 2024年 - マルセル・グロスマン賞

## 参照
- Homepage, McGill University
- Victoria Kaspi